# Ani Choying Drolma
Ani Choying Drolma (en nepalès, आनी छोइङ डोल्मा) (Katmandú,4 de juny de 1971), també coneguda com a Choying Drolma i Ani Choying (Ani, «monja», és un títol honorífic), és una monja budista i cantant nepalesa. És coneguda al Nepal i arreu del món per donar a conèixer molts cants budistes i cançons populars tibetanes al públic en general. Ha estat nomenada recentment com a Ambaixadora de la bona voluntat de l'UNICEF al Nepal.

## Biografia
Ani Choying va néixer el 4 de juny de 1971 a Katmandú (Nepal), filla d'una família d'exiliats tibetans. Va entrar a la vida monàstica com a mitjà per escapar de la violència física del seu pare, i va ser acceptada al monestir de Nagi Gompa als 13 anys. Durant molts anys, el director espiritual del monestir, Tulku Urgyen Rinpoche, juntament amb la seva esposa, van ensenyar a Ani Choying la música que actualment interpreta.

## Carrera musical
El 1994, el guitarrista Steve Tibbetts va visitar el monestir de les monges i finalment va gravar amb Ani Choying dos àlbums que contenen gran part de música tibetana. Els àlbums Chö i Selwa van ser aclamats per la crítica. Tibbetts i Ani Choying es van embarcar en unes petites gires d'actuacions, que van incloure espectacles en diversos monestirs històrics tibetans.

### Discografia
1. Chö (1997) (amb Steve Tibbetts)
2. Dancing Dakini (1999) (amb Sina Vodjani)
3. Choying (2000)
4. Moments Of Bliss (2004)
5. Selwa (2004)
6. Smile (2005)
7. Taking Refuge (2006)
8. Inner Peace (2006)
9. Time (2007)
10. Aama (2009)
11. Matakalaa (2010)
12. Inner Peace 2 (2010)
13. Mangal Vani (2011)
14. Clear Light (2012)
15. Zariya - Ani, A R Rahman, Farah Siraj; Coke Studio (Temporada 3) a MTV (2013)[4]

## L'escola Arya Tara
Gràcies a la seva carrera musical, Ani va poder finançar la seva escola de monges, l'escola Arya Tara, projecte beneït durant una entrevista amb el Dalai Lama el 21 de març del 2001. Ani Choying creu fermament en la igualtat d'oportunitats entre monges i monjos per poder desenvolupar totes les seves capacitats i és per això que, l'any 1998, va crear la Nun's Welfare Foundation of Nepal (NWF), una organització sense ànim de lucre que tenia per objectiu promoure l'educació i el benestar de les monges budistes. El gener de 2000, va començar el projecte de l'escola Arya Tara, on les nenes aprenen literatura, matemàtiques, ciències i filosofia budista, entre d'altres matèries.

## Obres humanitàries
Ani Choying ha participat en diverses obres humanitàries. Ha defensat la necessitat d'un himne oficial de la Terra per al planeta, donant suport als esforços del poeta-diplomàtic indi Abhay Kumar en aquesta direcció. Va formar part de la Cimera sobre la inclusió de l'Índia, on va pronunciar un discurs acollidor.